# Brahian Palacios
Brahian Palacios Alzate (Medellín, nascido em 24 de novembro de 2002) é um futebolista colombiano que atua como ponta. Atualmente joga pelo Atlético Mineiro.

## Carreira

### Atlético Nacional
Revelado nas categorias de base do Atlético Nacional, Palacios estreou profissionalmente pelo clube em 2021, sob o comando do técnico Alejandro Restrepo. Ganhou destaque por sua velocidade e dribles em jogadas pelas pontas, participando das conquistas da Campeonato Colombiano (2022–Apertura), Copa Colômbia (2023) e Superliga Colombiana (2023).

### Atlético Mineiro
Em março de 2024, foi anunciado como novo reforço do Atlético Mineiro, assinando contrato até o fim de 2027. Adaptou-se rapidamente ao futebol brasileiro e participou das campanhas dos títulos do Campeonato Mineiro em 2024 e 2025.

### Seleção Colombiana Sub-23
Palacios integrou a seleção sub-23 da Colômbia em 2023, participando de amistosos preparatórios e do Pré-Olímpico Sul-Americano de 2024.

## Títulos
Atlético Nacional
- Campeonato Colombiano: 2022 Apertura[8]
- Copa Colômbia: 2023[8]
- Superliga Colombiana: 2023[8]

Atlético Mineiro
- Campeonato Mineiro: 2024 e 2025 [8]